# Segestrioides copiapo
Segestrioides copiapo är en spindelart som beskrevs av Norman I. Platnick 1989. Segestrioides copiapo ingår i släktet Segestrioides och familjen Diguetidae. Inga underarter finns listade i Catalogue of Life.